# Suzanne Meloche
Suzanne Meloche, ou Suzanne Barbeau (Ottawa, 10 avril 1926 - Ottawa, 23 décembre 2009), est une poétesse et plasticienne ontarienne, membre du mouvement automatiste québécois.

## Biographie
Suzanne Meloche, également connue sous le nom Suzanne Barbeau à la suite de son mariage avec le peintre Marcel Barbeau le 7 juin 1948, figure dans la marge du mouvement automatiste, bien qu'elle y ait participé pleinement. «C'est Claude Gauvreau qui présenta Suzanne Meloche à Marcel Barbeau (...) à la fin de l'hiver 1948, dans la fièvre des dernières préparations du manifeste Refus global.» Suzanne Meloche est une des premières femmes à se livrer à une écriture automatiste au Québec. Selon l'historien de l'art François-Marc Gagnon, « la contribution la plus importante de Suzanne Meloche à l’automatisme québécois fut son recueil de poèmes Aurores fulminantes » écrit en 1942 et publié pour la première fois en 1949  chez Mithra-Mythe. Suzanne, peintre et poète, participe au Salon du Printemps dont la section «moderne» était organisée par la C.A.S./S.A.C. Les membres du jury en étaient Paul-Émile Borduas, Fritz Brandtner et Marian Scott. Des œuvres de Mousseau et de Riopelle y étaient également présentées. De 1944 à 1947, elle entretient une correspondance avec le poète Claude Gauvreau. Son absence parmi les signataires du Refus global, le manifeste emblématique du mouvement, contribue à rendre compte de sa relégation au second plan dans l'histoire de l'art et de la littérature du Québec : « les femmes ne durent qu’au fait d’avoir signé le Refus global d’être reconnues comme automatistes et, conséquemment, de passer à l’histoire ». De 1947 à 1948, elle travaille comme éditrice chez Serge Brosseau.
Durant l'été 1952, Meloche rompt avec son mari : « Elle ne supportait plus ni sa jalousie, ni son amour exclusif, ni l’asservissement au devoir familial. (...) Elle avait soif de liberté et rêvait d’aventures et d’amours nouvelles ». Sa fille, Manon (née en 1949), est confiée à la famille de Barbeau alors que François (né en 1951), est confié à la famille Meloche, qui le place en adoption. Marcel Barbeau quitte Montréal pour Rouyn-Noranda, où il est embauché à l'École des arts et métiers pour y enseigner le dessin dans le cadre d'un remplacement temporaire de quelques mois. Le divorce est prononcé en son absence, après plusieurs années de recherches infructueuses de Claude-Armand Sheppard, avocat de Marcel Barbeau, à la cour supérieure de Montréal le 3 juin 1974.
François Hébert, l'éditeur qui a publié la réédition du recueil Aurores fulminantes en 1980, raconte que « Suzanne Meloche est allée vivre à New York en 1956 pour pratiquer l’action painting.» Durant les années 1957 et 1958, Meloche se rend en Europe et travaille à l'ambassade du Canada à Londres pour ensuite se rendre à Paris.
Au début des années 1960, elle vivra à Brookline Village, une petite ville en banlieue de Boston, en compagnie d’un homme prénommé John. Quatre lettres envoyées à cette époque à Michel Lortie en témoignent, ainsi que la vente d’une toile à un musée montréalais. En 1961, elle expose sa toile MÉTRONOME au salon du printemps de Montréal.
D'après les recherches de l'historienne de l'art Rose-Marie Arbour, Meloche « a complètement disparu de la scène artistique québécoise et canadienne depuis 1964, laissant quelques œuvres éparses chez des collectionneurs dont une seulement au Musée d'art contemporain de Montréal ».

## La Femme qui fuit
Suzanne Meloche est tirée de l'oubli par la publication de La Femme qui fuit, un roman dont elle est la principale protagoniste. Le livre, écrit par sa petite-fille, Anaïs Barbeau-Lavalette, est publié aux éditions du Marchand de feuilles en 2015 et reçoit depuis une réception critique favorable, en plus d'être un succès populaire. L'ouvrage de fiction est inspiré de lettres, de notes et de manuscrits laissés par Suzanne Meloche en héritage à la famille Barbeau à sa mort, de témoignages de plusieurs proches de la poète ainsi que de conversations avec Marcel Barbeau et ses sœurs. Engagée par l'auteure, la journaliste-recherchiste Louise-Marie Lacombe a produit un document de recherche de plus de 200 pages qui porte sur les liens entre Suzanne Meloche et les membres du mouvement automatiste. Le roman est considéré comme le roman québécois ayant été « l’événement littéraire qui a marqué 2015 ».

## Expositions
- Musée des beaux arts de Montréal, 1960, 19 février - 6 mars, «Paintings by Suzanne Meloche and Jean McEwen »[10].

## Œuvre

### Poésie
Suzanne Meloche, Aurores fulminantes, édition originale miméographiée illustrée par Marcel Barbeau, Éditions Mithra-Mythe, 1949, 42p.
- Suzanne Meloche, Poèmes, Situations, volume 1, numéro 7, 1959, p. 89.
- Suzanne Meloche, Aurores fulminantes, comprenant la reproduction de trois huiles sur toile de l'auteure, Revue des Herbes Rouges, Montréal, janvier 1980, 44 pages[12].

### Œuvres d'art
- Sans titre, 1955, encre sur carton, Collection Musée national des beaux-arts du Québec[13]
- Les feux de centenaire, 1959, aquarelle, Collection Musée Bruck
- Métronome, 1961, gouache, Collection Musée des beaux-arts de Montréal
- Sans titre, 1961, gouache, 43 x 48 cm, Collection d'œuvres d'art, Université de Montréal[14]
- Le Pont Mirabeau, 1962, huile sur toile, Collection Musée d'art contemporain de Montréal